# Salvo
Pour les articles homonymes, voir Salvo (homonymie).
Pour plus de détails, voir Fiche technique et Distribution.
Salvo est un drame italien, écrit et réalisé par Fabio Grassadonia et Antonio Piazza, sorti en 2013.
L'histoire du film se déroule au cœur de la Sicile, dans la ville de Palerme, centré autour d'une étrange relation entre un tueur à gages et sa captive aveugle.

## Synopsis
En Sicile, le parrain de Salvo (Saleh Bakri), un tueur à gages au service de la mafia, échappe à un guet-apens meurtrier. Salvo se rend dans la maison du commanditaire pour l'assassiner. Là, vit seule et recluse, Rita (Sara Serraiocco), une jeune femme frappée de cécité et qui n'est autre que la sœur de l'homme à abattre. La mission de Salvo prend alors une autre tournure…

## Fiche technique
Sauf indication contraire, les informations mentionnées dans cette section peuvent être confirmées par la base de données cinématographiques IMDb,  présente dans la section « Liens externes ».
- Titre original : Salvo
- Réalisation : Fabio Grassadonia, Antonio Piazza
- Scénario : Fabio Grassadonia, Antonio Piazza
- Direction artistique : Marco Dentici
- Décors : Cristiana Possenti
- Costumes : Mariano Tufano
- Son : Guillaume Sciama
- Photographie : Daniele Ciprì
- Musique : Larc Ribot
- Montage : Desideria Rayner
- Production : Massimo Cristaldi, Fabrizio Mosca
- Sociétés de production : Acaba Produzioni, Cristaldi Pictures, MACT Productions, Cité Films, Arte France Cinéma, Cofinova 9
- Sociétés de distribution : Bodega Films, Filmtrade, Rai 3
- Société d'effets spéciaux : M.A.G. Special Effects
- Pays d'origine :  Italie,  France
- Langues : italien, sicilien
- Format : couleur - 2,35 : 1 - DTS / Dolby Digital / SDDS - 35 mm
- Genre : Drame, film de gangsters, romance et thriller
- Durée : 110 minutes (1 h 50)
- Dates de sorties en salles :
  -  France : 16 octobre 2013
  -  Italie : 27 juin 2013

## Distribution
- Saleh Bakri : Salvo
- Luigi Lo Cascio : Enzo Puleo
- Sara Serraiocco : Rita
- Redouane Behache : Picciotto
- Mario Pupella : Randisi
- Giuditta Perriera : Mimma Puleo

## Autour du film

### Critiques
En regard du box-office, Salvo a reçu des critiques positives. Il obtient 82 % d'avis positifs sur Rotten Tomatoes, sur la base de 22 commentaires collectées qui dépeint le film comme « élégant et inventif, Salvo rassemble les sensations que recherchent les fans tout en ancrant leur histoire dans une tension satisfaisante et lente. ». Sur Metacritic, il obtient une note favorable de 59/100, sur la base de 21 commentaires collectées, ce qui lui permet d'obtenir le label « Critiques mitigées ou moyennes » et est évalué à une moyenne de 3,5/5 pour 20 critiques de presse sur Allociné.

« Un superbe thriller sicilien épuré et abstrait, flottant sur la surface de l'attente et du non-dit. »

— Vincent Ostria, Les Inrocks, 15 octobre 2013.

« (...) Dans un instant de quitte ou double, l'existence est cruelle au point de réclamer de choisir entre être emmuré vivant ou n’avoir nulle part où aller. Mais cette fraction de seconde de l’arrachement remplit les poumons du film d’un oxygène enivrant et rare. »

— Didier Péron, Libération, 15 octobre 2013.

« Thriller mystique qui oscille entre le film d'action et la tragédie amoureuse. Son rythme lent, ses héros taiseux, son soleil accablant et ses ombres oppressantes singularisent ce film porté à bout de nerfs par ses deux interprètes principaux. »

— Alain Spira, Paris Match, 16 octobre 2013.

« Longues minutes virtuoses où l'on jurerait pouvoir entendre, face au danger, battre le coeur des personnages... »

— Mathilde Blottière, Télérama, 16 octobre 2013.

## Distinctions
| Année                         | Distinction                                 | Catégorie                               | Nom                                | Résultat   |
| ----------------------------- | ------------------------------------------- | --------------------------------------- | ---------------------------------- | ---------- |
| 15 au 26 mai 2013             | Festival de Cannes                          | Grand prix de la Semaine de la critique | Fabio Grassadonia, Antonio Piazza  | Lauréat    |
| 15 au 26 mai 2013             | Festival de Cannes                          | Prix Révolution France 4                | Fabio Grassadonia, Antonio Piazza  | Lauréat    |
| 15 au 26 mai 2013             | Festival de Cannes                          | Caméra d'or                             | Fabio Grassadonia, Antonio Piazza  | Nomination |
| 4 au 25 juillet 2013          | Festival de Bimbi Belli                     | Meilleur film                           | Fabio Grassadonia, Antonio Piazza  | Nomination |
| 20 au 27 juillet 2013         | Festival du film de Gallio                  | Prix spécial du jury                    | Fabio Grassadonia, Antonio Piazza  | Lauréat    |
| 9 au 20 octobre 2013          | Festival du film de Londres                 | Prix Sutherland Trophy du meilleur film | Fabio Grassadonia, Antonio Piazza  | Nomination |
| 9 au 20 octobre 2013          | Festival du nouveau cinéma de Montréal      | Prix Louve d'Or                         | Fabio Grassadonia, Antonio Piazza  | Lauréat    |
| 10 au 24 octobre 2013         | Festival international du film de Chicago   | Prix du choix du public                 | Fabio Grassadonia, Antonio Piazza  | Nomination |
| 24 octobre au 2 novembre 2013 | Festival du film d'Abou Dabi                | Prix Black Pearl                        | Fabio Grassadonia, Antonio Piazza  | Nomination |
| 6 au 17 novembre 2013         | Festival international du film de Ljubljana | Prix FIPRESCI                           | Fabio Grassadonia, Antonio Piazza  | Lauréat    |
| 18 au 21 décembre 2013        | Festival international du film de Sulmona   | Mention spéciale du président du jury   | Fabio Grassadonia, Antonio Piazza  | Nomination |
| 3 juin 2014                   | Ciak d'oro                                  | Meilleur directeur de la photographie   | Daniele Ciprì                      | Nomination |
| 3 juin 2014                   | Ciak d'oro                                  | Meilleur producteur                     | Marco Dentici                      | Nomination |
| 3 juin 2014                   | Ciak d'oro                                  | Meilleure musique                       | Emma Marrone, Modà (pour Arriverà) | Nomination |
| 10 juin 2014                  | David di Donatello                          | Meilleur producteur                     | Marco Dentici                      | Lauréat    |
| 10 juin 2014                  | David di Donatello                          | Meilleurs réalisateurs débutants        | Fabio Grassadonia, Antonio Piazza  | Nomination |
| 10 juin 2014                  | David di Donatello                          | Meilleur producteur                     | Massimo Cristaldi, Fabrizio Mosca  | Nomination |
| 10 juin 2014                  | David di Donatello                          | Meilleur directeur de la photographie   | Daniele Ciprì                      | Nomination |
| 15 juin 2014                  | Globe d'or                                  | Meilleure actrice                       | Sara Serraiocco                    | Lauréat    |
| 15 juin 2014                  | Globe d'or                                  | Meilleure photographie                  | Daniele Ciprì                      | Nomination |
| 28 juin 2014                  | Ruban d'argent                              | Prix Guglielmo Biraghi                  | Sara Serraiocco                    | Lauréat    |
| 28 juin 2014                  | Ruban d'argent                              | Meilleur directeur de la photographie   | Daniele Ciprì                      | Lauréat    |
| 28 juin 2014                  | Ruban d'argent                              | Meilleurs réalisateurs débutants        | Fabio Grassadonia, Antonio Piazza  | Nomination |
| 28 juin 2014                  | Ruban d'argent                              | Meilleur producteur                     | Massimo Cristaldi, Fabrizio Mosca  | Nomination |
| 28 juin 2014                  | Ruban d'argent                              | Meilleur directeur de la production     | Marco Dentici                      | Nomination |